# Алексеев, Николай Николаевич (чекист)
Никола́й Никола́евич Алексе́ев (1 ноября 1893, Ржев — 9 декабря 1937, Москва) — видный активист ПСР, член ЦК украинской ПСР (левых), ответственный сотрудник ОГПУ-НКВД СССР, один из организаторов массовых репрессий в ходе проведения коллективизации. Старший майор государственной безопасности. Расстрелян в «особом порядке». Реабилитирован посмертно.

## Биография
Родился в семье земского уездного агронома и народной учительницы. Русский. После смерти отца семья в 1907 году переехала из Ржева в Харьков.
В 1910 году в возрасте 17 лет вступил в партию социалистов-революционеров. Старший брат и сёстры также были эсерами.
В 1912 году окончил Харьковскую гимназию. Проучился один курс на физико-математическом факультете Московского университета, а затем поступил на юридический факультет Харьковского университета.
Занял видное место среди харьковских эсеров, став членом нелегального губкома партии.
В 1915 по ст. 102, ч. 1 был осужден на четыре года каторжных работ, которые были заменены на четырёхлетнюю ссылку в село Тулун Иркутской губернии.
После Февральской революции освобожден из ссылки, в начале 1917 мобилизован в Русскую армию, в мае вернулся в Харьков. Работал в Харьковском губкоме партии левых эсеров-интернационалистов. Сначала был избран заместителем председателя Совета крестьянских депутатов в Харькове, а уже в июне стал членом президиума 1-го Всероссийского съезда Советов в Петрограде.
После Октябрьской революции и образования Совнаркома был заместителем наркома земледелия А.Л. Колегаева. Именно Колегаев с Алексеевым осуществляли Декрет о социализации земли.
Был избран от Харькова по списку эсеров во Всероссийское учредительное собрание. Участвовал в его единственном заседании.
В 1918—1919 годах один из лидеров украинских эсеров-боротьбистов, член ЦК партии.  В 1920 г. вместе с большей частью боротьбистов присоединился к РКП(б). С февраля 1920 по январь 1921 года заведующий организационным отделом Харьковского губкома РКП(б).

### В ГПУ-НКВД
С 1921 работал в ГПУ-ОГПУ-НКВД. Под руководством Алексеева была собрана крупная группа агентов, работавших на ИНО ГПУ, которая отправилась в заграничную командировку в Европу для организации слежки за русскими эмигрантами-социалистами. В группу входили М. С. Горб (Розман), И. В. Запорожец, Л. Н. Зинченко, Зеленин. Алексеев достаточно эффективно работал на ИНО ГПУ в Париже 13 месяцев, вернувшись в Москву в сентябре 1922 года.
Был заместителем начальника Секретно-оперативного управления (СОУ) ГПУ Якова Агранова.
В 1924 году направлен ИНО ГПУ резидентом в Лондон.
После возвращения из Лондона, с июля 1925 года — заместитель начальника, а с 1926 года — начальник Информационного отдела ОГПУ.
С февраля 1930 года Алексеев — полномочный представитель ОГПУ по Центрально-Чернозёмной области. Руководил проведением «кулацкой операции», в ходе которой в области были арестованы и высланы в Северный край десятки тысяч крестьян. К маю 1930 г. Алексеев отчитался о том, что «раскулачено» 77,2 тыс. хозяйств, или более 300 тыс. человек. Только с февраля 1930 г. по апрель 1931 г. «тройкой» Полномочного представительства ОГПУ по ЦЧО, в состав которой по должности входил Алексеев, было осуждено 19 238 человек, из которых за активную «контрреволюционную» агитацию и участие в «контрреволюционных» организациях — 15 233 чел.
Весной 1932 года Алексеев был назначен полпредом ОГПУ по Западно-Сибирскому краю, сменив на этой должности Л. М. Заковского.
Под руководством Алексеева чекистами Западно-Сибирского края были сфабрикованы масштабные дела о «заговоре в сельском хозяйстве» и о «белогвардейском заговоре».
Позднее — помощник начальника ГУЛАГ НКВД СССР.
26 января—10 февраля 1934 года делегат XVII съезда ВКП(б).
В 1937 г. заместитель начальника Волгостроя НКВД. Арестован 27 июня 1937 г. Внесен в "Список "Москва-центр"" от 7 декабря 1937 г. по 1-й категории ( "за" Сталин, Молотов, Жданов). Осуждён «в особом порядке» 1 декабря 1937 г. Расстрелян 9 декабря 1937 г. в числе 11 осуждённых (среди которых сотрудники ИНО НКВД старший майор ГБ С. М. Глинский-Смирнов и капитан ГБ Н. И. Мельцер, капитан ГБ С. Ф. Пинталь, жена Л.Г. Миронова Надежда). Место захоронения — спецобъект НКВД "Коммунарка". Реабилитирован посмертно 20 июня 1956 г. ВКВС СССР.

## Семья
- Жена — Евгения Никоновна Вейцман.

## Награды
- Знак «Почётного работника ВЧК-ГПУ» (1927)